# Joice Maduaka

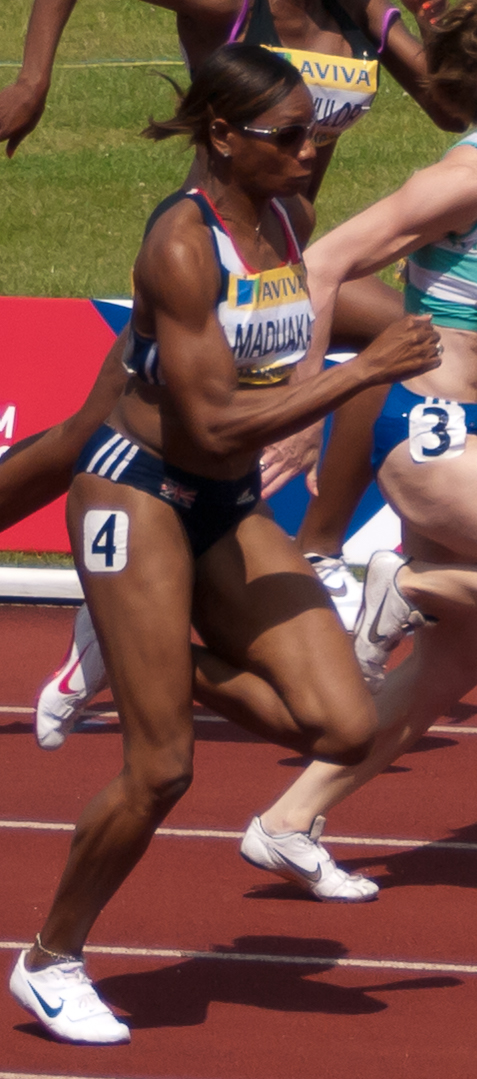
Joice Maduaka im Jahr 2010

Joice Maduaka (* 30. September 1973 in London) ist eine britische Sprinterin.
Bei den Commonwealth Games 1998 in Kuala Lumpur wurde sie Siebte über 100 Meter und gewann mit dem englischen Team in der 4-mal-100-Meter-Staffel Bronze. 1999 erreichte sie bei den Weltmeisterschaften in Sevilla über 100 und 200 Meter jeweils das Viertelfinale und kam mit der britischen 4-mal-100-Meter-Stafette auf den achten Platz.
Im Jahr darauf gelangte sie bei den Olympischen Spielen 2000 in Sydney über 200 Meter und in der 4-mal-100-Meter-Staffel ins Halbfinale; über 100 Meter schied sie im Vorlauf aus.
2002 wurde sie bei den Commonwealth Games in Manchester Sechste über 200 Meter und holte mit der englischen Stafette erneut Bronze. In der darauffolgenden Saison wurde sie bei den Hallenweltmeisterschaften in Birmingham Sechste über 60 Meter. Bei den Weltmeisterschaften 2003 in Paris/Saint-Denis ereilte sie über 100 Meter im Halb- und über 200 Meter im Viertelfinale das Aus. 2004 kam sie bei den Olympischen Spielen in Athen über 200 Meter ins Viertelfinale.
Bei den Europameisterschaften 2006 in Göteborg wurde sie Vierte über 100 Meter und gewann mit der britischen 4-mal-100-Meter-Stafette Silber. Bei den Weltmeisterschaften 2007 in Ōsaka erreichte sie über 200 Meter das Viertelfinale, bei den Commonwealth Games 2010 in Neu-Delhi wurde sie über dieselbe Distanz Vierte.
Fünfmal wurde sie englische Meisterin über 100 Meter (1998, 1999, 2002, 2003, 2006), dreimal über 200 Meter (1999, 2004, 2006) und viermal in der Halle über 60 Meter (1998, 2002–2004). 2009 wurde sie britische Meisterin über 100 Meter, in der Halle holte sie 2009 und 2010 den britischen Titel über 60 Meter sowie 2008, 2010, und 2011 über 200 Meter.

## Persönliche Bestzeiten
- 60 m (Halle): 7,19 s, 14. März 2003, Birmingham
- 100 m: 11,23 s, 15. Juli 2006, Manchester
- 200 m: 22,83 s, 25. Juli 1999, Birmingham
  - Halle: 23,37 s, 16. Februar 2008, Birmingham